# 129898 Sanfordselznick
129898 Sanfordselznick este o planetă minoră (asteroid) din Inner Main Belt⁠(d). A fost descoperită pe 3 octombrie 1999 la Catalina Station⁠(d) de Catalina Sky Survey. 
Obiectul prezintă o orbită caracterizată de o semiaxă mare de 1,913100023176 UAi, o excentricitate de 0,06, o înclinație de 21,3 ° în raport cu ecliptica.